# Maurizio Brunori

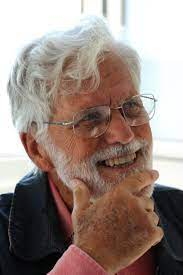
Maurizio Brunori

Maurizio Brunori (Roma, 1937) è un biochimico italiano.

## Biografia
È professore emerito di Chimica e Biochimica alla Sapienza Università di Roma, e presidente emerito della Classe di Scienze MFN dell'Accademia Nazionale dei Lincei.
Laureato in Medicina e Chirurgia nel 1961, è divenuto ricercatore nell'Istituto di Chimica Biologica dell’Università di Roma. Nel 1966, conseguito il titolo di docente in Biochimica, si trasferisce prima al Max Planck Institute for Physical Chemistry (prof.M.Eigen) a Goettingen (DE); e successivamente al Dept of Biophysics (prof G. Weber) dell'Università di Urbana (USA).
Rientrato a Roma, Brunori prosegue lo studio dell’emoglobina e della mioglobina come modelli paradigmatici per comprendere le basi molecolari delle relazioni struttura-funzione nelle proteine. Nel 1972 è chiamato come professore alla Cattedra di Biologia Molecolare nell'Università di Camerino; nel 1974 si trasferisce alla Facoltà di Medicina e Chirurgia dell'Università di Roma in qualità di professore ordinario di Chimica medica e Biochimica. Dal 2012 è professore emerito.
Riveste numerose cariche in ambito scientifico tra le quali : Vice Presidente dell’Accademia Nazionale dei Lincei, e ora Presidente emerito della Classe di Scienze MFN; Presidente di EMAN (Euro Mediterranean Academic Network); Direttore e Presidente dell’Istituto Pasteur di Roma; Direttore del Dipartimento di Scienze biochimiche Università di Roma La Sapienza; Presidente del Progetto Finalizzato in Biotecnologie del CNR; Presidente della IUPAB (International Union of Pure and Applied Biophysics); socio di varie Accademie e Società scientifiche in Italia e all’estero quali Academia Europaea; EMBO (European Molecular Biology Organization); American Society for Biochemistry and Molecular Biology; American Academy of Arts and Sciences

## Attività scientifica
L'attività scientifica di Brunori nel campo della Biochimica e Biofisica delle proteine è documentata da oltre 700 articoli pubblicati su riviste di livello internazionale (Nature, PNAS, J. Biol. Chem, Biophys. J, J. Mol. Biol, FEBS Lett, FASEB J., etc.); numerosi articoli di Review (Ann. Rev. Biochem, Methods Enzymol, TiBS...); e un libro ("Hemoglobin and Myoglobin" 1971, North Holland). L'interesse primario della sua ricerca è lo studio della struttura, della funzione, della morfogenesi e dell'evoluzione delle proteine.
Brunori ha acquisito notorietà internazionale per i suoi studi sulla mioglobina e l'emoglobina e sui modelli paradigmatici per indagare le basi molecolari delle relazioni struttura-funzione nelle macromolecole complesse. I suoi contributi fondamentali sono stati riportati in un volume pubblicato nel 1971 da North Holland e ancora utilizzato in tutto il mondo. I lavori di Brunori sulla respirazione cellulare dovuta all'enzima mitocondriale citocromo-c-ossidasi e sulla trasduzione dell’energia hanno dimostrato che la riduzione della molecola di ossigeno è un processo multi elettronico che richiede uno stato attivato di questo enzima chiamato ossidasi pulsata.
Brunori ha ottenuto risultati originali sulla dinamica strutturale delle proteine, con esperimenti tempo risolti di spettroscopia e di cristallografia di Laue, evidenziando fra l’altro un ruolo inatteso dei difetti di impacchettamento della struttura proteica. Negli ultimi decenni si è dedicato allo studio dei meccanismi molecolari della morfogenesi delle proteine e delle proprietà di stati di transizione e di intermedi anomali che si sono rivelati cruciali nella formazione delle fibrille amiloidi e del loro ruolo nelle malattie neurodegenerative come il morbo di Alzheimer o di Parkinson.

## Onorificenze e riconoscimenti
Eraldo Antonini Award Porphyrin Chemistry 2016

## Opere
- E. Antonini e M. Brunori, Hemoglobin and myoglobin in their reactions with ligands, North Holland Pu.Co.,Amsterdam-London, 1971, ISBN 9780720471212.
- E. Antonini,M. Brunori,C. Greenwood,B.G. Malmstrom, Catalytic mechanism of cytochrome oxidase, in Nature, n. 228, 1970, ISSN 0028-0836.
- E. Antonini, M. Brunori, A. Colosimo, C. Grenwood,M.T. Wilson, Oxygen “pulsed” cytochrome c oxidase: functional properties and catalytic relevance, in Proceedings of the National Academy of Sciences, n. 74, 1977, ISSN 0027-8424.
- M. F. Perutz,M. Brunori, Stereochemistry of cooperative effects in fish and amphibian haemoglobins, in Nature, n. 299, 1982, ISSN 0028-0836.
- M. Brunori, Nitric oxide moves myoglobin centre stage, in Trends in Biochemical Science, n. 26, 2001, ISSN 1362-4326.
- M. Brunori,Q.H. Gibson, Cavities and packing defects in the structural dynamics of myoglobin, in EMBO Reports, n. 2, 2001, ISSN 1469-3178.
- D. Bourgeois,B. Vallone,F. Schotte,A. Arcovito,A.E. Miele,G. Sciara,M.Wulff, P. Anfinrud,M. Brunori, Complex landscape of protein structural dynamics unveiled by nanosecond Laue crystallography, in Proceedings of the National Academy of Sciences, n. 100, 2003, ISSN 0027-8424.
- C. Travaglini-Allocatelli,S. Gianni,M. Brunori, A common folding mechanism in the cytochrome c family, in Trends in Biochemical Sciences, n. 29, 2004, ISSN 1362-4326.
- M. Brunori,A. Giuffre,G.U. Nienhaus,F. Scandurra,B. Vallone, Neuroglobin, nitric oxide, and oxygen: functional pathways and conformational changes, in Proceedings of the National Academy of Sciences, n. 102, 2005, ISSN 0027-8424.[8]
- S. Gianni,C.D. Geierhaas,N. Calosci,P. Jemth,G.W. Vuister,C. Travaglini-Allocatelli, M. Vendruscolo,M. Brunori, A PDZ domain recapitulates a unifying mechanism for protein folding, in Proceedings of the National Academy of Sciences, n. 104, 2007, ISSN 0027-8424.
- S. Gianni, Y. Ivarsson, A. De Simone, C. Travaglini-Allocatelli, M. Brunori,M. Vendruscolo, Structural characterization of a misfolded intermediate populated during the folding process of a PDZ domain, in Nature Structural & Molecular Biology, n. 17, 2010, ISSN 1545-9985.
- D. Bonetti,A. Toto,R. Giri,A. Morrone,D. Pastore,P. Temussi,S. Gianni,M. Brunori, The kinetics of folding of frataxin, in Nature Structural & Molecular Biology, n. 16, 2014, ISSN 1463-9084.
- M. Brunori,S. Gianni, Molecular Medicine: to be or not to be, in Biophysical Chemistry, n. 215, 2015, ISSN 0301-4622.
- M. Brunori, From Kuru to Alzheimer: a personal outlook, in Protein Science, n. 30, 2021, ISSN 1469-896X.